# Ајрон Маунтин (Мичиген)
Ајрон Маунтин (Мичиген) (енгл. Iron Mountain) град је у америчкој савезној држави Мичиген. По попису становништва из 2010. у њему је живело 7.624 становника.

## Демографија
Према попису становништва из 2010. у граду је живело 7.624 становника, што је 530 (6,5%) становника мање него 2000. године.
|                   | 2010.          | 2000.          |
| Укупно            | 7 624 (100,0%) | 8 154 (100,0%) |
| Белци             | 7 272 (95,38%) | 7 910 (97,01%) |
| Остали            | 145 (1,902%)   | 87 (1,067%)    |
| Хиспаноамериканци | 122 (1,600%)   | 87 (1,067%)    |
| Азијати           | 50 (0,656%)    | 54 (0,662%)    |
| Афроамериканци    | 35 (0,459%)    | 16 (0,196%)    |